# Alexander Macleay
Pour les articles homonymes, voir MacLeay.
Alexander Macleay est un entomologiste britannique, né le 24 juin 1767 et mort le 18 juillet 1848.

## Biographie
Principalement intéressé par l'entomologie, il constitue la collection la plus riche et la plus coûteuse de Grande-Bretagne (il possède notamment la collection des insectes britanniques de John Curtis (1791-1862), aujourd'hui conservée au musée de Melbourne en Australie). Ses propres collections sont à la base de l'actuel Macleay Museum (Australian Museum) de l'université de Sydney.
James Francis Stephens (1792-1852) l'appelle « mon ami » et discute avec lui de l'anatomie des insectes. Macleay est membre fondateur de la Société linnéenne de Londres et de la Royal Society. Il est aussi le président fondateur de l'Australian Club.
Son fils est l'entomologiste William Sharp Macleay (1792-1865), célèbre pour son système de classification quinaire. Le genre de Papaveraceae, Macleaya a été dénommé en son honneur.